# Сан-Мартино-ин-Страда
Сан-Мартино-ин-Страда (итал. San Martino in Strada) — коммуна в Италии, располагается в регионе Ломбардия, подчиняется административному центру Лоди.
Население составляет 3262 человека, плотность населения составляет 251 чел./км². Занимает площадь 13 км². Почтовый индекс — 26817. Телефонный код — 0371.